# Arbovirus
Arbovirus je skraćeni naziv za grupu virusa koji se se prenosi sa jednog organizma u drugi preko uboda ili ujeda insekta, člankonožca ili artropoda — krpelja, komarca, hematofagnih insekti i muvea, pa je naziv arbovirus izveden od reči  engl. reči arthropod borne – što bi značinlo „rođen u artropodama“ „prenošen artropodama“). Prema tome ovaj termin nije deo taksonomske klasifikacije virusa, već definicija načina na koji se on prenosi.
Sisajući krv obolelog kičmenjaka, artropode se doživotno zaraze. Zaražena artropoda onda ugrize drugog kičmenjaka i prenese mu virus, direktnim inokuliranjem u krv što može izazvati viremiju (arbovirusnu infekciju).  U nekih artropoda se vrši transovarijalno prenošenje virusa na potomstvo. Oni tako prenose viruse sa jednog na drugog domaćina. Javljaju se samo u određenim geografskim područjima (nisu kosmopolitska). Nastaju samo u određeno godišnje doba (vezano za životni ciklus vektora).
Bolesti izazvane arbovirusima u prvim decenijama 21. veka sve više postaju značajan javno zdravstveni problem jer čine 17% svih zaraznih bolesti u svetu.

## Klasifikacija
Arbovirus se klasifikuju u skladu sa njihovim načinom prenošenja, ali to stvara određene probleme jer su pojedini virusi morfološki heterogeni i svrstavaju se u  nekoliko različitih porodica: Flaviviridae, Togaviridae, Rhabdoviridae, Reoviridae, Bunyaviridae.
Arbovirus ne uključuju grupu srodnih virusa, uzorčnika  drugih transmisivnih bolesti i viruse koji pripadaju drugim porodicama (Filoviridae, Arenaviridae ), uzročnika bolesti sa sličnom kliničkom slikom.
Većina arborirusa je sfernog oblika, iako su neki i drugih oblika, veličine 17 — 150 nm. u prečniku i svi imaju genom RNK. Većina virusa se inaktivira etrom, hloroformom, toplotom i sušenjem. 
Ovi virusi obično ne izazivaju ozbiljne bolesti kod ljudi, već se u većini slučajeva bolest manifestuje kao blaga infekcija praćena groznicom ili osipom. Ređe,  mogu izazvati epidemije i ozbiljne infekcije kao što su meningitis i encefalitis, koje mogu biti fatalne.
- Komarci iz roda  Culex najčešći su prenosioci arbovirusa
- Culiseta longiareolata
- Culex quinquefasciatus
- Aedes albopictus
- Culex pipiens

## Javno zdravstveni značaj pojedinih rodova arbovirusa
Arbovirusi pripadaju različitim porodicama virusa, a za javno zdravstvo najveći značaj imaju virusi iz roda:
Flavivirus
- Flavovorusi koje prenose krpelji  — virus krpeljskog meningoencefalitisa, virus šume Kyasanur, virus omske hemoragične groznice, virus bolesti skakutanja, virus powassan meningoencephalitisa,[6]
- Flavovorusi koje prenose komarci  — virus Denge, virus žute groznice, virus groznice zapadnog Nila, virus japanskog B encefalitisa, Virus encefalitisa St. Louis)[7]

Alfavirus
- Čikunguja virus (naziv mu potiče iz jezika naroda Makonde iz Tanzanije, gde je virus prvi put otkriven.[8] Osim u istočnoj Africi, javlja se na indijskom potkontinentu, ostrvima u Indijskom okeanu i u jugoistočnoj Aziji).[9][10][11]

Flebovirus
- Virus Papatači groznice, virus Groznica doline Rift

Nairovirus
- Virus Krimsko Kongoanske hemoragijske groznice.[12][13]

| Porodica         | Rod             | Врста | Prenosilac                        | Arbovirusne bolesti                                |
| ---------------- | --------------- | --- | --------------------------------- | -------------------------------------------------- |
| Asfarviridae     | Asfivirus       | Virus afričke svinjske groznice | Krpelji                           | virusni encefalitis, virusna hemoragijska groznica |
| Flaviviridae     | Flavivirus      | virus krpeljskog meningoencefalitisa, virus šume Kyasanur, virus omske hemoragične groznice, virus bolesti skakutanja, virus powasan | Krpelji                           | virusni enecefalitis                               |
| Flaviviridae     | Flavivirus      | virus Denge, virus žute groznice, virus groznice zapadnog Nila, virus japanskog B encefalitisa, Virus encefalitisa St. Louis         | Komarci                           | virusni encefalitis, virusna hemoragijska groznica |
| Nairoviridae     | Orthonairovirus | Virus Krimsko Kongoanske hemoragijske groznice                                                                                       | krpelji                           | Krimska Kongo hemoragijska groznica                |
| Peribunyaviridae | Orthobunyavirus | Virus encefalitisa St. Louis | komarci                           | virusni encefalitis                                |
| Phenuiviridae    | Phlebovirus     | енгл. | komarci (Aedes spp., Culex spp.)  | Virusni encefalitis                                |
| Phenuiviridae    | Phlebovirus     | Virus Toskana, Papatači groznica | Phlebotomus spp.                  | Papatači groznica                                  |
| Reoviridae       | Coltivirus      | Virus Kolorado | krpelji                           | virusna hemoragijska groznica                      |
| Reoviridae       | Orbivirus       | Virus bolesti konja, virus ovčjeg plavog jezika , virusna hemoragijska groznica                                                      | Ceratopogonidae (Culicoides spp.) | virusni encefalitis                                |
| Togaviridae      | Alphavirus      | Virus Čikunguja, virus encefalitisa konja, Venecuelanski virus konjskog encefalitisa, virus zapadnog konjskog encefalitisa           | komarci                           | virusni encefalitis                                |

## Epidemiologija
Javljaju se samo u određenim geografskim područjima (nisu kosmopolitska infekcija). Nastaju samo u određeno godišnje doba (vezano za životni ciklus vektora). Najčešći način prenošenja virusa su ubodi ili ugrizi komaraca ili krpelja, kada se virus inokulira u krv domaćina preko pljuvačke vektora. Virus se brzo razmnožava u endotelu krvnih sudova, koje oštećuje i uzrokuje krvarenja.
Vektori arbovirusa su takođe najčešće i glavni rezervoari infekcije, sa kojih se mogu preneti novoj generaciji člankonožaca. Raspodela vektorima prenosivih bolesti određena je složenom dinamikom ekoloških i društvenih činilaca. Globalizacija međunarodnih putovanja i trgovine, neplanirane urbanizacije i klimatske promene imaju značajan utiecaj na prenos ovih bolesti u prvim decenijama 21. veka.
Svi su zoonoze ili zooantroponoze. Rezervoar arbovirusa su često ptice, od kojih se virusi komarcima prenose na konje, druge domaće životinje i ljude. Većina arbovirusnih bolesti se ne prenosi s čoveka na čovjeka. Rezervoari Bunyavirida su kukci a često i glodari 
Virusi se na ljude šire neposredno iz rezervoara, no može doći i do prenosa sa čoveka na čoveka. Arenavirusi se obično šire glodarima i njihovim izlučevinama; u slučaju Lasa groznice, moguć je prenos sa čoveka na čoveka. Rezervoari Marburškog i Ebola virusa nisu poznati, a prenos virusa sa čoveka na čoveka je čest.

### Mogući rezervoari, prenosioci i putevi prenošenja arbovirusa
Izvori zaraze se nalaze pretežno u tropskim i suptropskim područjima sveta, ali neki od njih se povremeno šire u umrenom klimatskom pojasu. Sezonska aktivnost virusa zavis od ekoloških stanja, kao što je npr. vlaga i temperatura koji utieču na gustinu populacije vektora i rezervoara infekcije.
Na njihovo sve učestalije širenje svetom utiču globalne klimatske promene i intenziviranje međunarodnog saobračaja, trgovine i turizma. To je dovelo do promena ne samo u distribuciji i osobinama virusni infekcija, već i do pojave novih obrazaca njihovog širenja.    

## Klinička slika
Klinički, arbovirusna infekcija se nmanifestuje simptomima i znacima sličnim gripu i krvarenjima u gastrointestinalnom traktu, bubrezima, desnima i drugim organima. 
Mogu biti i subkliničke infekcije, sa lakom kliničkom slikom bolesti. Međutim mogu prozrokovati i teška kliničke manifestacije: 
- groznicu sa jako visokom temperaturom,
- encefalitisi,
- aseptični meningitisi,
- hemoragične groznice (sa ili bez renalnog sindroma),
- osipne promene na koži,
- akutni artritis, hepatitis i retinitis.

Neke od bolesti uzrokovane arborirusima mogu imati fatalan ishod kod 10—50% zaraženih osoba.

## Dijagnoza
Dijagnoza se uglavnom postavlja na osnovu epizootiološke anamneze i kliničke slike; ređe na osnovu patološko-morfološkog nalaza, laboratorijskim metodama i izolovanjem i identifikacijom uzrošnika, jer je u grupu arbovirusa svrstano je više od 500 virusa, od kojih bolest kod ljudi uzrokuje njih oko 150.
Serološki testovi
Arbovirusne infekcije se mogu  dijagnostikovati i laboratorijskim testovima, ELISA testom i PCR. Sobzirom da se kod ljudi arbovirusi većinom uzrokuju kratkotrajnu viremiju sa niskim nivoom virusa, dijagnoza se većinom postavlja serološkim metodama. Najčešće se koriste imunoenzimni i indirektni imunofluorescentni test. Zbog mogućih ukrštenih reakcija između virusa unutar istog roda, posebno virusa koji pripadaju istoj serogrupi, svaki je reaktivni rezultat potrebno potvrditi testovima neutralizacijea (virus neutralizacijski test i neutralizacijski test redukcije plakova).

## Terapija
Lečenje većine ovih infekcija je simptomatsko. Kod hemoragičnih groznica, zbog krvarenja može biti potreban fitonadion, transfuzija ispranih eritrocita ili sveže smrznute plazme. Primena acetilsalicilne kiseline (ASK) i NSAID–a je kontraindikovana zbog njihovog antitrombocitnog delovanja, i time intenziviranja krvarenja
Ribavirin (30 mg/kg IV kao početna doza, a zatim 16 mg/kg IV svakih 6 h naredna 4 dana, nakon toga 8 mg/kg svakih 8 h narednih 6 dana) je efikasna kod Lasa groznice, groznice Riftske doline i krimsko–kongoanske hemoragične groznice. 
Antivirusna terapija kod ostalih sindroma nije proučena na odgovarajući način.

## Prevencija
Postoji nekoliko načina za sprečavanje ovih infekcija. Jedna od njih je upotreba repelenata protiv komaraca, a druga je da se smanje površine pogodne za njihovu reprodukciju.
Bolesti koje prenose komarci i krpelji često se mogu sprečiti:
- Nošenjem odeće koja prekriva što je moguće veću površinu tela,
- Korištenjem repelenata
- Smanjivanjem mogućnosti izlaganja insektima (npr za komarce, ograničenjem boravka na otvorenom u vlažnim područjima; za krpelje izbegavanjem poravka u visokoj travi).
- Smanjenjem izlaganja izlučevinama glodara, zatvaranjem mogućih ulaza glodavara u kuće i zgrade, sprečavanjem pristupa glodara hrani i uništenjem mogućih boravišta u blizini kuća

Vakcinacija
Da bi se sprečile neke od bolesti, uspešno su razvijene vakcine, poput one protiv žute groznice . Za druge arbovirusne infekcije, kao što je Грозница Западног Нила, humane vakcine su još uvek u fazi proučavanja, a za druge poput Kongo hemoragične groznice vakcina nije razvijen.

## Imunitet
Protiv ovih virusa imunski sistem uspešno obavlja svoju zaštitnu ulogu. Nakon što arbovirusi stimulišu proizvodnju interferona, u organizmu zaražene jedinke formiraju se antitela sposobna da spreči nastanak viremije. Ćelijski imunitet je takođe važan. Stvaranje imuniteta protiv jednog od virusa ne dovodi do unakrsne imunosti protiv drugih virusa iz ove grupe.

## Spoljašnje veze
- Overview of Arbovirus, Arenavirus, and Filovirus Infections (језик: енглески)

|  | Molimo Vas, obratite pažnju na važno upozorenje u vezi sa temama iz oblasti medicine (zdravlja). |